# Lista de episódios de The Sinner
The Sinner é uma série de televisão americana de mistério, drama e crime, baseada no livro do mesmo nome pela escritora alemã de crime Petra Hammesfahr. Oito episódios da série, originalmente concebido como uma "minissérie", foram encomendados em janeiro de 2017 e estrearam na USA Network em 2 de agosto de 2017. Em março de 2018, a série foi renovada para uma segunda temporada, também de oito episódios, que estreou a 1 de agosto de 2018. Em março de 2019, a série foi renovada para uma terceira temporada, que estreou em 6 de fevereiro de 2020. Em 15 de junho de 2020, a USA Network renovou a série para uma quarta temporada.
Em 1 de dezembro de 2021, a série foi finalizada, com 32 episódios de The Sinner sendo emitidos, distribuídos em 4 temporadas.

## Resumo
| Temporada | Temporada | Episódios | Episódios | Originalmente exibido  | Originalmente exibido  |
| Temporada | Temporada | Episódios | Episódios | Estreia da temporada   | Final da temporada     |
| --------- | --------- | --------- | --------- | ---------------------- | ---------------------- |
|           | 1         | 8         | 8         | 2 de agosto de 2017    | 20 de setembro de 2017 |
|           | 2         | 8         | 8         | 1 de agosto de 2018    | 19 de setembro de 2018 |
|           | 3         | 8         | 8         | 6 de fevereiro de 2020 | 26 de março de 2020    |
|           | 4         | 8         | 8         | 13 de outubro de 2021  | 1 de dezembro de 2021  |

## Episódios

### 1.ª temporada (2017)
| N.º na série | N.º na temp. | Título      | Dirigido por   | Escrito por               | Exibição original      | Audiência (milhões) |
| --- | ------------ | ----------- | -------------- | ------------------------- | ---------------------- | ------------------- |
| 1 | 1            | "Part I"    | Antonio Campos | Derek Simonds             | 2 de agosto de 2017    | 1.63                |
| Cora Tannetti, criada por religiosos fanáticos em Nova York, agora é casada com Mason e mãe de um bebê, Laine. No lago com o marido e o filho, Cora tenta se afogar, mas muda de ideia. De volta à praia enquanto corta uma pera para Laine, ela vê um casal se beijando e tocando música. Ela usa uma faca para esfaquear repetidamente o homem, um jovem médico chamado Frankie Belmont, matando-o, enquanto gritava: "Saia dela!" Os detetives Harry Ambrose e Dan Leroy recebem o caso. Com a confissão de Cora, Dan vê o caso como fechado, enquanto Harry quer saber por que ela cometeu um assassinato aleatório. Ele deve se apressar, já que ela será processada no tribunal. |              |             |                |                           |                        |                     |
| 2 | 2            | "Part II"   | Antonio Campos | Derek Simonds             | 9 de agosto de 2017    | 1.41                |
| Cora se declara culpada de assassinato em segundo grau para evitar um julgamento, mas o juiz ordena uma avaliação de competência após uma ligação de Harry. Cora reflete sobre sua infância, quando sua irmãzinha, Phoebe, estava cronicamente doente e sua mãe estava obcecada com o pecado, convencendo-a de que a doença de Phoebe era o castigo de Deus pelos pecados de Cora. Depois de saber que Frankie parecia reconhecer Cora no lago, Cora admite que, em 2012, ela fez sexo com Frankie depois de conhecê-lo em um bar, só que ele se chamava "J.D.". Ela afirma que isso resultou em ela engravidar e que ela pulou na frente de um carro e teve um aborto espontâneo. Não há registro de internação hospitalar, e Cora afirma que um homem a encontrou e cuidou dela sozinha. O pai de Frankie insiste que seu filho estava na Califórnia no verão de 2012. Harry, que é separado de sua esposa mas está passando por aconselhamento conjugal, visita regularmente uma prostituta que inflige dor a ele. Harry confronta Cora, forçando-a a ouvir a música que a levou a esfaquear Frankie, e ela violentamente ataca Harry. |              |             |                |                           |                        |                     |
| 3 | 3            | "Part III"  | Antonio Campos | Derek Simonds             | 16 de agosto de 2017   | 1.64                |
| Harry percebe que o padrão de suas contusões nos socos de Cora é idêntico às facadas que ela infligiu a Frankie Belmont. Harry visita os pais de Cora, que Cora alegou estarem mortos. Eles contam sobre a falecida irmã de Cora, Phoebe, que morreu de câncer um mês depois que Cora desapareceu em 2012. Cora tem sonhos de um pé esmagando o esterno de uma mulher e acorda gritando. Enquanto tentavam sedar Cora, a equipe da prisão expôs cicatrizes em seus braços. Quando Harry visita Cora, ela admite ter um vício em heroína, mas implora para ele não contar a Mason, que acha que as cicatrizes eram de uma infecção bacteriana. Harry visita o centro de desintoxicação para o qual Cora foi levada depois que ela reapareceu e fica surpresa ao saber que ela tinha cabelo limpo e roupas novas quando chegou, em contraste com os viciados em residências tipicamente encontrados nas instalações estatais. Ele encontra o homem que a internou na reabilitação, confirmando sua história de ser levada e cuidada depois de ser encontrada na rua. Harry confronta Cora com uma parafernália de drogas para ver se ela realmente sabe como aplicar; ela não tem ideia de como isso é feito. O amigo de Mason aponta o verdadeiro J.D. em um bar, e os dois provocam um ao outro em uma briga. |              |             |                |                           |                        |                     |
| 4 | 4            | "Part IV"   | Brad Anderson  | Liz W. Garcia             | 23 de agosto de 2017   | 1.76                |
| Tanto Mason quanto J.D. são presos e interrogados. Mason diz a Dan que J.D. é um traficante de drogas. J.D. diz a Harry que ele nunca conheceu Cora, embora Harry diga que Cora se lembra de encontrá-lo em um bar no dia 3 de julho. O advogado de J.D., o Sr. Herting, que Dan reconhece como um afluente advogado, encerra o depoimento. Dan e Harry se perguntam por que J.D. tem um advogado tão poderoso. Harry questiona Cora e percebe que ela não se lembra de nada entre 3 de julho de 2012 e acordar em um beco em Poughkeepsie dois meses depois. Harry convence Dr. Chang, um dos avaliadores de competência de Cora, a tentar um trabalho de recuperação de memória com Cora. Harry procura a ex-namorada de J.D., Madeline Beecham, e Mason tenta fazer com que J.D. seja preso por tráfico de drogas. Cora começa a lembrar-se dos acontecimentos, incluindo uma sala com papel de parede estranho e um homem em uma balaclava. Harry se reúne com sua esposa distante, Faye. Eles vão em uma caminhada para inspecionar a floresta que ele acredita que Cora estava se lembrando, e ele descobre um ônibus escolar abandonado que Cora mencionou em terapia e o que parece ser um túmulo. |              |             |                |                           |                        |                     |
| 5 | 5            | "Part V"    | Cherien Dabis  | Jesse McKeown             | 30 de agosto de 2017   | 1.84                |
| A polícia descobre um corpo enterrado na floresta, acredita-se ser Maddie Beecham, vista pela última vez em 2012. Harry vaga na cena do crime e descobre um clube de campo exclusivo, o Beverwyck Club. Ele é mais tarde repreendido por seu chefe, que é amigo do advogado do clube, o Sr. Harding, que também representa J.D. na NYSP. O Capitão Farmer toma a liderança na investigação e tenta, sem sucesso, fazer com que Cora confesse os dois assassinatos. Depois que o pai de Mason é espancado com um taco de beisebol por J.D., Mason vai para a casa de J.D. com uma arma. Faye diz a Harry que ela o quer fora da casa novamente. Em 2012, Cora e Phoebe secretamente planejam se mudar para Naples, Flórida, e Phoebe manda Cora encontrar homens online e roubá-los. A reprimida Phoebe tenta viver vicariamente através de Cora. Quando um homem fica irritado quando Cora tenta o dispensar, J.D. intervém. Ela perde a virgindade com J.D. naquela noite. Ela não volta para casa até o dia seguinte, perturbando Phoebe e a mãe delas, que a chama de prostituta. |              |             |                |                           |                        |                     |
| 6 | 6            | "Part VI"   | Judy Lee Lipes | Tom Pabst                 | 6 de setembro de 2017  | 1.84                |
| Dois homens rapidamente saem da casa de J.D. e Mason entra para encontrá-lo morto. Ele liga anonimamente para a emergência do telefone de J.D. e rapidamente descarta a arma. Câmeras de segurança levam a polícia a Mason, apesar de suspeitarem de traficantes de drogas. O DNA no cobertor enrolado ao redor do corpo que se acredita ser Maddie corresponde a Cora. Cora convence Harry a levá-la ao Beverwyck Club em uma tentativa de recordar suas memórias. Cora está convencida de que o porão não é o lugar de onde ela se lembra. Depois de parar brevemente na antiga casa de seus pais, Cora se lembra de Phoebe comemorando um aniversário e pede a Harry que retorne ao Beverwyck Club, onde ela encontra um prédio separado no terreno, do qual ela se lembra. Em 2012, a relação de Cora com o J.D. se intensifica. Phoebe, com ciúmes de Cora, pede que ela compartilhe detalhes íntimos de seu relacionamento, mas a acusa de abandonar seus planos de se mudar para a Flórida. |              |             |                |                           |                        |                     |
| 7 | 7            | "Part VII"  | Tucker Gates   | Liz W. Garcia             | 13 de setembro de 2017 | 1.84                |
| Cora se lembra dos eventos de 4 de julho de 2012. Em seu 19.º aniversário, Phoebe convence Cora a levá-la para sair a noite. Maddie tenta avisar Cora sobre J.D. com a história de sua ex-namorada anterior, que pulou na frente de um carro e teve um aborto espontâneo depois que J.D. a abandonou - a mesma história que Cora havia dito a Harry como sendo sua. Cora depois descobre que Maddie é quem teve o aborto espontâneo. Phoebe usa drogas antes que Cora possa impedi-la. Cora confessa a Phoebe que planeja morar com J.D. e sair de casa para sempre. No Beverwyck Club, eles são recebidos por Frankie, que está se escondendo no clube, e que imediatamente se conecta com Phoebe. O grupo usa drogas no porão, e Cora percebe que era Phoebe em suas alucinações em vez de Maddie. Phoebe sofre de overdose enquanto faz sexo com Frankie, quando sua música toca. Ele tenta realizar a RCP, mas quebra o esterno. Cora o ataca, da mesma maneira que o homem que ela assassinou, e J.D. a nocauteia enquanto Phoebe morre. |              |             |                |                           |                        |                     |
| 8 | 8            | "Part VIII" | Tucker Gates   | Jesse McKeown & Tom Pabst | 20 de setembro de 2017 | 2.44                |
| Harry rastreia os homens suspeitos de matar J.D. em uma clínica médica falsa. Um dos homens, Duffy, é morto e o outro admite que Duffy matou J.D., que estava administrando um importante anel de opióides. Harry então encontra Maddie viva, que diz a ele que J.D. começou o ringue imediatamente após a noite em que Phoebe foi morta. Todos os médicos cujas licenças foram fraudulentamente usadas por J.D. eram colegas do Dr. Patrick Belmont, pai de Frankie. O corpo encontrado na floresta é confirmado como Phoebe, descartado por J.D. e Dr. Belmont. Harry leva Cora para a casa dos Belmont, onde ela se lembra dos eventos restantes. Incapaz de matar Cora, Belmont a manteve cativa por dois meses na sala de papel de parede, dando-lhe remédios para evitar que ela se lembrasse dos fatos e escondesse sua identidade com a máscara. J.D. chantageou o Dr. Belmont para apoiar seu anel de opióides. A sentença de Cora é reduzida devido a distúrbios emocionais extremos. A juíza ordena que ela seja transferida da prisão para uma clínica psiquiátrica, onde seu caso será revisto a cada dois anos até que ela seja considerada em condições de ser libertada, onde não será prejudicial para si mesma ou para os outros.                                                           |              |             |                |                           |                        |                     |

### 2.ª temporada (2018)
| N.º na série | N.º na temp. | Título      | Dirigido por     | Escrito por      | Exibição original      | Audiência (milhões) |
| --- | ------------ | ----------- | ---------------- | ---------------- | ---------------------- | ------------------- |
| 9 | 1            | "Part I"    | Antonio Campos   | Derek Simonds    | 1 de agosto de 2018    | 1.15                |
| Depois de quase 15 anos, o detetive Harry Ambrose retorna à sua cidade natal, Keller, no norte do estado de Nova York, para ajudar a investigar um duplo assassinato com Heather Novack, filha de um velho conhecido de Harry que acabou de se tornar detetive. Um casal foi encontrado morto, aparentemente envenenado, em um quarto de motel. O homem é identificado como Adam Lowry, mas a mulher não tem identidade. Seu filho de 13 anos, Julian, diz à polícia que eles estavam a caminho das Cataratas do Niágara quando o carro deles quebrou. Depois que Harry percebe que Julian tem uma erupção na pele, ele admite que usou erva daninha para envenenar o chá de seus pais - mas não disse o porquê. Harry pede ao escritório do promotor mais tempo antes de prender Julian. Não foi encontrada nenhuma identificação da mãe de Julian, e Harry percebe que, entre todas as bagagens, não há um único item relacionado a Julian. Em seu lar adotivo, Julian tem flashbacks de uma mulher, aparentemente sua terapeuta. A mesma mulher aparece mais tarde na delegacia alegando ser a mãe biológica de Julian. |              |             |                  |                  |                        |                     |
| 10 | 2            | "Part II"   | Antonio Campos   | Ellen Fairey     | 8 de agosto de 2018    | 1.10                |
| Vera Walker, que afirma ser a mãe de Julian, diz que Adam e Bess (a segunda vítima) moravam com ela e ajudaram a vigiar Julian e o estavam levando para as Cataratas do Niágara. Heather fica chocada ao saber que Vera mora em Mosswood Grove, uma notória comuna "utópica" perto de Keller. Flashbacks revelam que Heather e sua namorada, Marin, entraram sorrateiramente em Mosswood por curiosidade. No presente, Vera visita Julian e sussurra intensamente em seu ouvido; ele muda sua história e não se lembra de ter feito o chá envenenado. Vera mostra a certidão de nascimento de Julian no tribunal, mas, sem registro de residência, tem a guarda negada. Depois que Harry revela a Julian que ele também estava em um lar adotivo, Julian compartilha seus pesadelos de uma figura encapuzada que o visita. A polícia revistou Mosswood, onde descobriu que Julian era a única criança ali. Harry deduz que Adam e Bess estavam realmente fugindo da comunidade e tirando Julian de lá. Heather avista um homem com rabo de cavalo que ela também viu no motel após os assassinatos. Atormentado por memórias de Marin entrando em um grande anexo da propriedade, Heather agora foge para dentro do prédio e encontra uma grande coluna de pedra. |              |             |                  |                  |                        |                     |
| 11 | 3            | "Part III"  | John David Coles | Bradford Winters | 15 de agosto de 2018   | 1.01                |
| Julian é preso e enviado a um centro de detenção juvenil, esperando ser julgado como adulto por homicídio em segundo grau. Depois que Harry diz a Vera que Julian vai passar por uma avaliação psicológica, ela diz a Harry que Adam e Bess sequestraram Julian e que Julian "se defendeu". Julian admite que gostava mais de Bess, mas morreu porque ela mentiu, o que faz com que um seja "dividido em dois". Enquanto isso, Heather coleta uma caixa com os pertences de Marin de sua mãe e encontra um livro dentro com o nome "Julian" circulado. Ela deduz que Marin era a mãe biológica de Julian. Heather e Harry conversam com o Dr. Poole, um obstetra que cuida de partos em Mosswood, mas Poole sai da sala e se mata; uma coluna de pedra em miniatura foi encontrada em seu sótão. |              |             |                  |                  |                        |                     |
| 12 | 4            | "Part IV"   | Jody Lee Lipes   | Jessie McKeown   | 22 de agosto de 2018   | 1.09                |
| Um diário do sótão de Poole tem um emblema e uma passagem menciona a entrada no "labirinto". Atualmente institucionalizada, uma mulher é a única conexão entre Mosswood e Poole por meio de um processo por negligência que foi retirado. Ela menciona "The Beacon", o fundador da Mosswood. O pai de Heather, Jack, desenha uma tatuagem que ele lembra de ter visto no pulso de Marin. A tatuagem corresponde ao emblema (o labirinto), o que leva Heather a descobrir que "The Beacon" é o psicoterapeuta Lionel Jeffries e que Marin estava presente durante a reunião de seu grupo em Mosswood. Vera faz para Harry uma gravação da terapia de Bess. Ele solicita uma sessão e ela o leva para a floresta, mas o abandona. Ele a encontra em uma cabana que Jeffries já usou como escritório. A "sessão" de Harry resulta em ele desmaiando e acordando no mesmo quarto do motel onde os assassinatos ocorreram. |              |             |                  |                  |                        |                     |
| 13 | 5            | "Part V"    | Cherien Dabis    | Samir Mehta      | 29 de agosto de 2018   | 1.14                |
| Depois de saber que ele se internou voluntariamente no motel, Harry é vago ao responder às perguntas de Heather sobre sua visita com Vera. Mais tarde, ele invade a casa de Mosswoodian Glen Fisher para encontrar uma foto conectando sua família à coluna de pedra. Na acusação de Julian, seu advogado declara-se inocente. Julian entra em uma briga na prisão e é colocado em isolamento, onde diz a Harry que seu pesadelo visitante, duas semanas antes, era realmente real. Vera mais tarde pede a Harry para ser uma testemunha material para Julian; como recompensa, ela confirma que não é a mãe de Julian. Chefe Liddell remove Harry do caso aparentemente encerrado, e Jack mais tarde evita Harry por suspeitar de um encobrimento em toda a cidade. Marin corta os laços com Heather em um flashback, torna-se um membro de Mosswood e revela que está grávida para Vera. Vera diz a ela que bebês não podem fazer parte da comunidade, mas Jeffries permite, só desta vez. |              |             |                  |                  |                        |                     |
| 14 | 6            | "Part VI"   | Brad Anderson    | Nina Braddock    | 5 de setembro de 2018  | 1.13                |
| Harry descobre que está sendo seguido e consegue encontrar o vídeo desaparecido do processo de imperícia. Ele envia uma cópia para Heather e mostra para Vera, fazendo-a relembrar e relatar eventos anteriores de Mosswood. O nascimento de Julian é mostrado, mas ele rejeita ser amamentado por Marin como Vera também tem feito isso. Vera percebe que o "trabalho" realizado nas sessões de Mosswood são formas de abuso. Jeffries tira Julian dela e se retira para sua cabana. No presente, Heather tem uma equipe de mergulho para pesquisar um lago mencionado no vídeo; o cadáver de uma mulher é encontrado lá. Harry força o promotor, que foi subornado para enterrar o processo por negligência médica, a mudar a acusação de assassinato de Julian para homicídio culposo. Julian é devolvido ao orfanato e, apesar da garantia de Harry de que a figura encapuzada é uma manifestação de culpa, Julian é aparentemente sequestrado por ela. |              |             |                  |                  |                        |                     |
| 15 | 7            | "Part VII"  | Tucker Gates     | Jesse McKeown    | 12 de setembro de 2018 | 1.04                |
| A polícia de Keller invade Mosswood para procurar Julian. Preocupada com sua segurança, Vera é confrontadora e é presa. Harry supõe que a figura encapuzada está com Julian e descobre que uma van marrom estava estacionada perto do orfanato naquela noite. A figura encapuzada e o proprietário da van é mostrado como Marin, que mora em um convento há três anos. Ela pediu a Adam e Bess para trazer Julian para ela nas Cataratas do Niágara, mas eles foram assassinados. Depois de convencer Julian de que ela é sua mãe e armada com uma arma, Marin pretende levá-lo ao Canadá para conhecer alguém. Harry deduz o ponto de passagem dela, mas ele e Heather a encontram morta a tiros, e Julian ainda está desaparecido. |              |             |                  |                  |                        |                     |
| 16 | 8            | "Part VIII" | John David Coles | Bradford Winters | 19 de setembro de 2018 | 1.13                |
| Julian é mostrado aos cuidados de Vera na cidade de Nova York. Ela conta a ele seu plano para eles viverem no estado de Washington. Em Keller, Harry fica sabendo de documentos de um pagamento mensal considerável por meio de uma empresa de fachada para Vera em Mosswood por mais de 10 anos. Heather encontra a chave de um quarto de motel na lavanderia de Jack em casa, o mesmo motel onde Marin foi baleada. Ambos os detetives questionam Jack, mas ele se recusa a responder com Heather presente. Ele confessa ter atirado acidentalmente em Marin com a própria arma dela depois que ela ligou pedindo dinheiro e ele viu que ela estava instável. Ele também admite ser o pai de Julian depois de estuprar Marin após sua discussão bêbada com Heather. Julian liga para Harry para informá-lo do plano de Vera; Harry diz a ele que é unicamente sua escolha ir ou ficar. Harry rastreia a ligação, enquanto Julian se recusa em lágrimas a ir com Vera. Eles são devolvidos a Keller, e o julgamento de Julian é retomado. Harry atesta por ele, e ele é colocado em uma casa de reabilitação por quatro anos. Vera não é acusada e incendeia as gravações da terapia em Mosswood e o celeiro que abriga a coluna de pedra. Vera devolve a gravação da terapia de Harry para ele, onde Harry admite ressentimento em relação ao relacionamento próximo de Vera com Julian, já que ele não tinha um com sua própria mãe. Harry e Heather finalmente levam Julian para as Cataratas do Niágara, enquanto Vera toca a coluna de pedra nas cinzas do prédio. |              |             |                  |                  |                        |                     |

### 3.ª temporada (2020)
| N.º na série | N.º na temp. | Título      | Dirigido por    | Escrito por                     | Exibição original       | Audiência (milhões) |
| --- | ------------ | ----------- | --------------- | ------------------------------- | ----------------------- | ------------------- |
| 17 | 1            | "Part I"    | Adam Bernstein  | Derek Simonds                   | 6 de fevereiro de 2020  | 0.88                |
| Harry Ambrose é chamado ao local de um acidente de carro em que o motorista morreu. O motorista era Nick Haas, um ex-amigo de faculdade de Jamie Burns, passageiro do carro que sobreviveu e relatou o acidente. Nick visitou Jamie inesperadamente e sua esposa grávida, Leela, causando desconforto a Jamie. Harry questiona Sonya Barzel, única moradora da estrada rural onde ocorreu o acidente. Ela afirma não conhecer nenhum dos dois homens, mas um flashback revela que Nick estava indo para sua casa e Jamie intencionalmente causou o acidente para evitá-lo. Nick inicialmente sobreviveu, mas Jamie demorou a ligar para o 9-1-1, esperando que seus segredos morressem logo com Nick. |              |             |                 |                                 |                         |                     |
| 18 | 2            | "Part II"   | Adam Bernstein  | Nina Braddock                   | 13 de fevereiro de 2020 | 0.70                |
| Enquanto Harry e o detetive Vic Soto se concentram em uma lesão na mão que Nick sofreu antes do acidente, Harry duvida da declaração de Jamie de que a chegada de Nick na noite do acidente foi seu primeiro encontro desde a faculdade. Jamie se lembra de ter jantado com Nick em Manhattan há duas semanas, e Harry e Vic encontram um vídeo confirmando o encontro e de Nick influenciando negativamente Jamie. O ferimento ocorreu quando Nick segurou uma faca com a mão de Jamie e se esfaqueou. Sonya encontra uma sepultura recém-cavada em sua propriedade e uma jaqueta por cima da pá. Harry acredita que o buraco foi cavado por Jamie, que mantém sua personalidade limpa, apesar de ter um ataque de pânico e visões de Nick |              |             |                 |                                 |                         |                     |
| 19 | 3            | "Part III"  | Andrew McCarthy | Hannah Shakespeare              | 20 de fevereiro de 2020 | 0.58                |
| Depois de saber de um ex-colega de quarto da faculdade que o comportamento de Jamie mudou depois de fazer amizade com Nick, Harry questiona aqueles que conheciam Jamie na época. Um professor afirma que Jamie e Nick estudaram Friedrich Nietzsche, em particular seu conceito Übermensch. Enquanto isso, Jamie se encontra com uma de suas alunas, Emma, e tenta dissuadi-la de continuar seus estudos após o colégio, em um ato de inconformidade. Quando ele tem uma visão de Nick matando seu recém-nascido, Jamie vai até Harry em busca de orientação. Harry o leva para uma avaliação psicológica, mas Jamie acredita que seja uma confissão forçada e foge. |              |             |                 |                                 |                         |                     |
| 20 | 4            | "Part IV"   | Andrew McCarthy | Jonathan Caren                  | 27 de fevereiro de 2020 | 0.55                |
| Com Vic rastreando o celular de Jamie, Harry segue Jamie até Nova York para monitorar sua atividade. Antes de alcançá-lo, Jamie conhece Sophie, uma ex-aluna que admite ter uma queda por ele na escola e mais tarde o convida para uma festa, seguida por Harry. Ela o leva até Kyle, um médium que sente que Nick ainda faz parte de Jamie, que se lembra da noite do acidente e da intenção de Nick de enterrar Sonya viva. Mais flashbacks mostram Nick querendo que Jamie mate por esporte e viva uma vida selvagem. Depois de colocar Sophie em perigo, Jamie permite que Harry o leve para casa. Harry espera do lado de fora que Jamie conte para sua esposa, mas adormece. Na manhã seguinte, Harry é chamado à cena do assassinato de Kyle. |              |             |                 |                                 |                         |                     |
| 21 | 5            | "Part V"    | Colin Bucksey   | Ahmadu Garba                    | 5 de março de 2020      | 0.66                |
| Jamie havia retornado à festa para procurar Kyle para uma sessão privada. Kyle recitou frases que Nick usaria, mas se recusou a elaborar sobre o caminho destrutivo de Jamie. Jamie então o espancou até a morte, foi para a secretaria da escola para limpar e descartar as evidências sangrentas e voltou para casa. Harry mais tarde chega à cena do crime e vê Sophie sendo questionada pelo NYPD. Ele sugere que Jamie confesse tudo e não deixe que nada seja investigado. Jamie se recusa e ambos são questionados. Harry explica a Sonya que ela era um alvo aleatório, mas, ainda com medo, ela se aproxima de Leela e relata o que Harry disse a ela sobre Jamie. Leela chuta Jamie para fora de casa. Jamie vai para a cabana de Harry e provoca um ataque na frente do neto de Harry, Eli, aparentemente para elevar Harry ao nível de comportamento desordenado que Nick instilou em Jamie. |              |             |                 |                                 |                         |                     |
| 22 | 6            | "Part VI"   | Radium Cheung   | Julie Siege                     | 12 de março de 2020     | 0.55                |
| Depois que a filha de Harry, Melanie, o impede de ver Eli indefinidamente, Harry deixa uma mensagem de voz para Jamie se desculpando. Jamie começa a perseguir Harry e Sonya, que começaram a namorar. Jamie invade a casa de Sonya e ao redor dela, mas, embora inicialmente com medo, ela aproveita a oportunidade para estudá-lo por sua arte. Enquanto Jamie relembra o início de sua amizade com Nick, ele confessa ter matado Kyle para Leela, que agora não reconhece o homem com quem se casou. Ele tenta se reconectar com ela socialmente, mas tem outro colapso quando evitado em público. Ele contata Harry e o leva à cova que Nick havia cavado para Sonya. Os dois homens carregam madeira e uma mangueira de plástico, e Harry percebe que este foi mais um teste de confiança que Jamie e Nick costumavam fazer juntos. Jamie dá uma confissão por escrito dos dois assassinatos a Harry para persuadi-lo a participar do mesmo teste, Harry perde um cara ou coroa e vai para a cova. Ele é enterrado vivo, segurando a mangueira para respirar; mas Jamie remove a mangueira, deixando Harry com falta de ar e esperando ser desenterrado. |              |             |                 |                                 |                         |                     |
| 23 | 7            | "Part VII"  | Rachel Goldberg | Willie Reale                    | 19 de março de 2020     | 0.63                |
| Depois de oito horas, Jamie desenterra Harry e o leva para sua cabana. Como parte do acordo, Harry queima a confissão escrita. Jamie acredita que eles estão mentalmente conectados, mais do que ele e Nick, acrescentando que Nick queria que Jamie fosse o único a matar Sonya, forçando Jamie a bater o carro e deixar seu amigo morrer. Jamie sai, dizendo a Harry para não voltar ao seu modo de vida normal. Harry então recupera seu telefone, pois ele estava gravando secretamente a conversa deles. Tendo a confissão de Jamie por homicídio culposo, Harry pede a Vic para prender Jamie pela morte de Nick. No entanto, o advogado de Jamie consegue persuadir um juiz a declarar a confissão inadmissível e liberta Jamie, que volta para casa apenas para não ter permissão para entrar. Harry sugeriu que Leela conseguisse uma ordem de restrição. Ela também relata mais tarde a confissão de Jamie sobre o assassinato de Kyle e entrega uma amostra de seu sangue que ela lavou de Jamie. Agora totalmente desequilibrado, Jamie espreita e mata o chefe de Harry. |              |             |                 |                                 |                         |                     |
| 24 | 8            | "Part VIII" | Derek Simonds   | Derek Simonds & Piero S. Iberti | 26 de março de 2020     | 0.65                |
| Jamie ficou totalmente desequilibrado e planeja matar todos os que amam para torturá-lo e levá-lo ao limite. Ele falha em matar Sonya, que o confronta por uma emoção, enquanto tenta fazê-lo voltar ao normal. Jamie se despede silenciosamente de Leela, ambos sabendo que será a última vez que se verão. Na casa isolada de Harry, Jamie sequestra Eli e ameaça matá-lo, enquanto tenta influenciar negativamente Harry. Eli foge para a floresta e Harry segue, tendo sido baleado por Jamie com sua própria arma. Harry é capaz de acertar Jamie com uma pedra, deixando-o atordoado, e Harry corre de volta para dentro de casa para pegar sua arma reserva de seu cofre. Jamie volta e provoca Harry, dizendo que ele é exatamente como ele e sempre será. Harry atira em Jamie, que não o estava atacando naquele momento. Percebendo que os médicos estão muito longe e ele vai morrer, Jamie de repente fica com medo da morte, desejando que ele não morresse e dizendo que não é uma pessoa má, enquanto Harry silenciosamente lamenta o que fez. Harry promete a Jamie que não está sozinho e segura sua mão enquanto ele morre. Meses depois, Harry ainda está traumatizado com os eventos e encontros da temporada. Sonya pergunta a ele como Jamie era em seus momentos finais, ao que Harry, mal-humorado, responde "assustado" e então começa a chorar e é consolado por Sonya. |              |             |                 |                                 |                         |                     |

### 4.ª temporada (2021)
| N.º na série | N.º na temp. | Título      | Dirigido por      | Escrito por               | Exibição original      | Audiência (milhões) |
| --- | ------------ | ----------- | ----------------- | ------------------------- | ---------------------- | ------------------- |
| 25 | 1            | "Part I"    | Derek Simonds     | Derek Simonds & Mia Chung | 13 de outubro de 2021  | 0.38                |
| Ainda se recuperando do caso Burns, Harry e Sonya viajam para Hanover Island, Maine. Sua amiga artista, Greta, arranja moradia para eles em uma cabana costeira. Pedindo licença do almoço, Harry se aventura perto de um píer e conhece Percy Muldoon, que trabalha para a empresa de pesca da família dela. Percy menciona sua conexão com a natureza e que o oceano logo "falará" com ele. Mais tarde naquela noite, um inquieto Harry dá um passeio, ouve choro na floresta, e vê uma Percy perturbada pular da beira de um penhasco para o oceano abaixo. O chefe de polícia Lou Raskin, a avó de Percy, Meg e o tio Colin, chegam mais tarde à cena; os Muldoons suspeitam de Harry. No dia seguinte, Harry retorna para a floresta, onde ele previamente ouviu o choro, para encontrar várias bugigangas, incluindo um pedaço de corda com nós. Ele visita a empresa de pesca Muldoon e vê Meg discutindo com Mike Lam, um homem asiático que Harry descobre que é dono de uma empresa de pesca rival. Mais tarde, Harry é convidado para a casa de Muldoon, onde Meg permite que ele vasculhe o quarto de Percy. Ele encontra outra bugiganga de corda, e Meg diz que Percy queria ficar com uma corda velha. Mais tarde, ao olhar para as imagens noturnas do CCTV do cais, Harry vê Percy ajoelhada antes de fugir de uma figura sombria. A mente fraturada de Harry mais tarde mostra Percy pedindo a ele para encontrá-la. |              |             |                   |                           |                        |                     |
| 26 | 2            | "Part II"   | Adam Bernstein    | Jonathan Caren            | 20 de outubro de 2021  | 0.43                |
| O carro de Percy é encontrado e as impressões digitais dentro levam Harry e Lou a CJ Lam, filho de Mike e Stephanie Lam, que inicialmente admite precisar de uma carona de Percy alguns meses antes. Depois de ver uma bugiganga semelhante a uma encontrada com a corda e os pneus do carro de CJ com terra vermelha encontrados apenas perto do carro de Percy, eles fazem de CJ seu primeiro suspeito. Harry questiona o único residente nas proximidades do carro de Percy, um traficante de drogas chamado Diez, que diz que CJ estava lá na noite em que Percy desapareceu. Isso não se conforma com Colin Muldoon, que intimida fisicamente CJ. Admitindo ter um relacionamento secreto selvagem com Percy, alimentado por drogas, CJ diz que eles brigaram na noite em que ela desapareceu, e ela acidentalmente machucou a cabeça, mas que eles se separaram. Harry e Lou repassam essa informação para Meg, que diz que viu o ferimento na cabeça de Percy naquela noite. Enquanto ela dirige, Harry se lembra de Meg dizendo que viu Percy pela última vez por volta das cinco da tarde; Meg está mentindo. |              |             |                   |                           |                        |                     |
| 27 | 3            | "Part III"  | Adam Bernstein    | Derek Simons              | 27 de outubro de 2021  | 0.37                |
| Harry secretamente segue Meg para o continente, onde a testemunha recebendo um envelope de dinheiro, bem como discutindo com uma mulher fora de sua casa. Depois que Meg sai, Harry segue com a mulher, que acaba por ser a mãe de Percy. Ela diz a ele que Percy veio para o continente há nove meses para fugir de Meg. Harry depois visita Caroline, que era colega de quarto de Percy no continente até Percy ficar assustada uma noite enquanto ia a uma boate e imediatamente voltou para Meg. Harry e Sonya visitam a casa dos Muldoon para fazer algumas perguntas a Meg e acabam ficando para jantar. Harry confronta os Muldoons com o que ele descobriu e que ele pensa que eles estão mentindo para ele. Depois que o tenso jantar termina, ele e Sonya voltam para casa, onde Sean mais tarde se encontra com ele e confirma a mentira. Mais tarde, um cadáver é visto flutuando de barriga para baixo perto da praia. |              |             |                   |                           |                        |                     |
| 28 | 4            | "Part IV"   | Radium Cheung     | Piero S. Iberti           | 3 de novembro de 2021  | 0.41                |
| O cadáver é confirmado como Percy, e o legista também confirma que não houve crime. Depois que sua casa é saqueada, Sonya decide deixar a ilha, mas Harry opta por ficar para trás para continuar com a investigação. O pai de CJ diz a Harry que ele costumava ver Colin e Percy saindo sozinhos em seu barco e sugere que não parecia apropriado. Mas quando Harry confronta Colin sobre isso, ele nega e afirma com credibilidade que estava tentando incutir nela uma fé mais forte em Deus. Mais tarde, Harry se lembra de Sonya lendo para ele sobre a "Lenda de Bazegw", um conto folclórico nativo da Ilha de Hanover, que Harry agora acha que pode fornecer alguma ajuda para resolver o mistério da morte de Percy. |              |             |                   |                           |                        |                     |
| 29 | 5            | "Part V"    | Haifaa Al-Mansour | Kate Roche                | 10 de novembro de 2021 | 0.48                |
| Harry descobre o endereço de Em Castillo. Ele vai vê-la, mas, quando ela não está em casa, entra e encontra um caderno com detalhes pessoais de Percy. Harry volta para casa para encontrar Em, que está esperando por ele dentro de sua casa. Em confidencia a Harry que Percy pediu ajuda a ela para lidar com sua vida, então Em tentou ajudá-la. Percy tinha contado a Em sobre uma morte que a estava assombrando, mas Percy se recusou a ser específica. Harry depois fala com Sonya, que conta a ele que um intruso roubou algumas de suas fotos. Ela tem back-ups, e Harry mostra algumas dessas fotos para Meg. Meg identifica um dos barcos como pertencente a Brandon Keyser, um dos ex-namorados de Percy. Quando eles vão para as docas para ver Brandon chegando, eles descobrem que seu barco foi colocado no piloto automático e ninguém o está dirigindo. Meg e Harry procuram mais e pescam o corpo de Brandon, que tem uma bala em seu crânio. |              |             |                   |                           |                        |                     |
| 30 | 6            | "Part VI"   | Batán Silva       | Gerald Suesta             | 17 de novembro de 2021 | 0.46                |
| Por conta do assassinato de Brandon ser tão popular, a polícia de Portland assume a investigação. Harry grita com eles por se concentrarem em Mike Lam, levando um envergonhado Chefe Raskin a expulsar Harry do caso. No entanto, Harry continua a investigação por conta própria e descobre que Brandon parecia estar fazendo algumas coisas ilegais no estaleiro. Enquanto Harry procura um barco lá, dois homens armados vêm atrás dele. Ele se esconde, esfaqueia um dos homens na perna e foge. Ele está ferido, mas Meg o encontra na estrada e o leva para sua casa. Sean os vê e faz uma ligação, dizendo a quem ele ligou que Harry está na casa deles e pergunta o que ele deve fazer a seguir. Enquanto isso, o barco é incendiado para destruir evidências. |              |             |                   |                           |                        |                     |
| 31 | 7            | "Part VII"  | Batán Silva       | Mia Chung                 | 24 de novembro de 2021 | 0.53                |
| Harry visita o restaurante Golden Fish, onde a Sra. revela que uma noite seu marido viu um grupo de homens e mulheres sendo transferidos às pressas do barco de Brandon para outro. Harry suspeita de tráfico de pessoas e visita o dono da loja que está fazendo identidades falsas para essas pessoas. Com informações desse homem e de Em, Harry visita a ilha natal de Verne Novak, de quem ele suspeita ser o dono do outro barco. Um confronto com Novak segue, e Harry atira nele. Ele liga para Raskin, mas Novak diz a Harry que a polícia não é confiável neste assunto. Harry é preso e afirma que Novak assassinou Brandon. Quando a polícia se afasta, Harry rouba o telefone de Novak da área de evidências, liga para um dos números e percebe que o policial Josh é o policial sujo. Em um flashback, Percy visita Josh na delegacia com sua teoria do tráfico humano, mas em vez de levá-la ao Chefe Raskin, Josh a leva para a casa de Muldoon, onde ela é devolvida a Colin e Sean. Mais tarde, Meg avisa Harry sobre procurar em sua família. |              |             |                   |                           |                        |                     |
| 32 | 8            | "Part VIII" | Monica Raymund    | Nina Braddock             | 1 de dezembro de 2021  | 0.45                |
| Bo Lam, o filho mais velho de Lam que aparece pela primeira vez via flashback, é acidentalmente baleado e morto por Percy, enquanto ela tenta interromper uma briga entre Sean e Bo em seu barco. Para manter os Lams quietos, os Muldoons dão aos Lams uma de suas licenças de pesca, bem como uma pequena ilha onde os Lams enterram Bo. Harry junta as peças e Sean finalmente admite tudo e voluntariamente vai à polícia para confessar. A morte de Percy é um suicídio, pois ela nutria uma profunda culpa pelo que aconteceu com Bo, e ele era a figura misteriosa que ela continuava "vendo" após sua morte. Harry fica ajoelhado na beira do penhasco de onde Percy saltou. Ele olha para o mar depois de concordar positivamente com a iteração mental da pergunta de Percy: "Você vê outra maneira [de sair da sua própria dor]?". |              |             |                   |                           |                        |                     |

## Audiência
| Temporada | Temporada | Ep. 1 | Ep. 2 | Ep. 3 | Ep. 4 | Ep. 5 | Ep. 6 | Ep. 7 | Ep. 8 |
| --------- | --------- | ----- | ----- | ----- | ----- | ----- | ----- | ----- | ----- |
|           | 1         | 1.63  | 1.41  | 1.64  | 1.76  | 1.84  | 1.84  | 1.84  | 2.44  |
|           | 2         | 1.15  | 1.10  | 1.01  | 1.09  | 1.14  | 1.13  | 1.04  | 1.13  |
|           | 3         | 0.88  | 0.70  | 0.58  | 0.55  | 0.66  | 0.55  | 0.63  | 0.65  |
|           | 4         | 0.38  | 0.43  | 0.37  | 0.41  | 0.48  | 0.46  | 0.53  | 0.45  |

### Temporada 1
| № | Título      | Exibição original      | Rating/share (18–49) | Audiência (em milhões) | DVR (18–49) | Audiência em DVR (milhões) | Total (18–49) | Audiência total (em milhões) |
| - | ----------- | ---------------------- | -------------------- | ---------------------- | ----------- | -------------------------- | ------------- | ---------------------------- |
| 1 | "Part I"    | 2 de agosto de 2017    | 0.4                  | 1.63                   | 0.8         | 2.35                       | 1.2           | 3.98                         |
| 2 | "Part II"   | 9 de agosto de 2017    | 0.4                  | 1.41                   | 0.9         | 2.52                       | 1.3           | 3.93                         |
| 3 | "Part III"  | 16 de agosto de 2017   | 0.5                  | 1.64                   | 0.8         | 2.37                       | 1.3           | 4.02                         |
| 4 | "Part IV"   | 23 de agosto de 2017   | 0.5                  | 1.76                   | 0.9         | 2.58                       | 1.4           | 4.34                         |
| 5 | "Part V"    | 30 de agosto de 2017   | 0.5                  | 1.84                   | 1.0         | 2.78                       | 1.5           | 4.62                         |
| 6 | "Part VI"   | 6 de setembro de 2017  | 0.6                  | 1.84                   | N/A         | N/A                        | N/A           | N/A                          |
| 7 | "Part VII"  | 13 de setembro de 2017 | 0.5                  | 1.84                   | 0.8         | 2.55                       | 1.3           | 4.39                         |
| 8 | "Part VIII" | 20 de setembro de 2017 | 0.8                  | 2.44                   | N/A         | N/A                        | N/A           | N/A                          |

### Temporada 2
| № | Título      | Exibição original      | Rating/share (18–49) | Audiência (em milhões) | DVR (18–49) | Audiência em DVR (milhões) | Total (18–49) | Audiência total (em milhões) |
| - | ----------- | ---------------------- | -------------------- | ---------------------- | ----------- | -------------------------- | ------------- | ---------------------------- |
| 1 | "Part I"    | 1 de agosto de 2018    | 0.3                  | 1.15                   | N/A         | N/A                        | N/A           | N/A                          |
| 2 | "Part II"   | 8 de agosto de 2018    | 0.3                  | 1.10                   | N/A         | N/A                        | N/A           | N/A                          |
| 3 | "Part III"  | 15 de agosto de 2018   | 0.3                  | 1.01                   | 0.6         | 1.97                       | 0.9           | 2.98                         |
| 4 | "Part IV"   | 22 de agosto de 2018   | 0.3                  | 1.09                   | N/A         | N/A                        | N/A           | N/A                          |
| 5 | "Part V"    | 29 de agosto de 2018   | 0.3                  | 1.14                   | 0.5         | 1.75                       | 0.8           | 2.89                         |
| 6 | "Part VI"   | 5 de setembro de 2018  | 0.3                  | 1.13                   | 0.5         | 1.90                       | 0.8           | 3.03                         |
| 7 | "Part VII"  | 12 de setembro de 2018 | 0.2                  | 1.04                   | 0.5         | 1.86                       | 0.7           | 2.91                         |
| 8 | "Part VIII" | 19 de setembro de 2018 | 0.3                  | 1.13                   | N/A         | N/A                        | N/A           | N/A                          |

### Temporada 3
| № | Título      | Exibição original       | Rating/share (18–49) | Audiência (em milhões) | DVR (18–49) | Audiência em DVR (milhões) | Total (18–49) | Audiência total (em milhões) |
| - | ----------- | ----------------------- | -------------------- | ---------------------- | ----------- | -------------------------- | ------------- | ---------------------------- |
| 1 | "Part I"    | 6 de fevereiro de 2020  | 0.2                  | 0.88                   | 0.3         | 1.28                       | 0.5           | 2.16                         |
| 2 | "Part II"   | 13 de fevereiro de 2020 | 0.2                  | 0.70                   | 0.2         | 1.01                       | 0.4           | 1.71                         |
| 3 | "Part III"  | 20 de fevereiro de 2020 | 0.2                  | 0.58                   | 0.2         | 1.13                       | 0.4           | 1.71                         |
| 4 | "Part IV"   | 27 de fevereiro de 2020 | 0.1                  | 0.55                   | 0.4         | 1.16                       | 0.5           | 1.71                         |
| 5 | "Part V"    | 5 de março de 2020      | 0.2                  | 0.66                   | 0.3         | 1.18                       | 0.5           | 1.84                         |
| 6 | "Part VI"   | 12 de março de 2020     | 0.1                  | 0.55                   | 0.3         | 1.11                       | 0.4           | 1.66                         |
| 7 | "Part VII"  | 19 de março de 2020     | 0.2                  | 0.63                   | 0.2         | 1.10                       | 0.4           | 1.72                         |
| 8 | "Part VIII" | 26 de março de 2020     | 0.2                  | 0.65                   | 0.2         | 1.07                       | 0.4           | 1.72                         |

### Temporada 4
| № | Título      | Exibição original      | Rating/share (18–49) | Audiência (em milhões) | DVR (18–49)    | Audiência em DVR (milhões) | Total (18–49)  | Audiência total (em milhões) |
| - | ----------- | ---------------------- | -------------------- | ---------------------- | -------------- | -------------------------- | -------------- | ---------------------------- |
| 1 | "Part I"    | 13 de outubro de 2021  | 0.1                  | 0.38                   | 0.2            | 0.86                       | 0.2            | 1.24                         |
| 2 | "Part II"   | 20 de outubro de 2021  | 0.1                  | 0.43                   | 0.2            | 0.79                       | 0.2            | 1.22                         |
| 3 | "Part III"  | 27 de outubro de 2021  | 0.1                  | 0.37                   | por determinar | por determinar             | por determinar | por determinar               |
| 4 | "Part IV"   | 3 de novembro de 2021  | 0.1                  | 0.41                   | por determinar | por determinar             | por determinar | por determinar               |
| 5 | "Part V"    | 10 de novembro de 2021 | 0.1                  | 0.48                   | por determinar | por determinar             | por determinar | por determinar               |
| 6 | "Part VI"   | 17 de novembro de 2021 | 0.1                  | 0.46                   | 0.1            | 0.85                       | 0.2            | 1.31                         |
| 7 | "Part VII"  | 24 de novembro de 2021 | 0.1                  | 0.53                   | 0.1            | 0.86                       | 0.2            | 1.38                         |
| 8 | "Part VIII" | 1 de dezembro de 2021  | 0.1                  | 0.45                   | 0.1            | 0.81                       | 0.2            | 1.26                         |